# Монгози (Жер)
Монгози́ (фр. Mongausy) — коммуна во Франции, находится в регионе Юг — Пиренеи. Департамент — Жер. Входит в состав кантона Ломбес. Округ коммуны — Ош.
Код INSEE коммуны — 32270.

## География

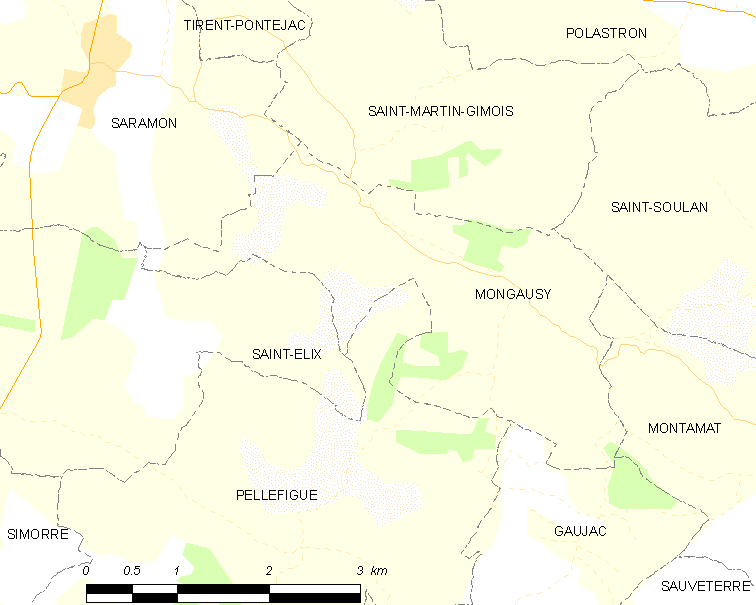
Карта коммуны

Коммуна расположена приблизительно в 610 км к югу от Парижа, в 55 км западнее Тулузы, в 24 км к юго-восточнее от Оша.

## Климат
Климат умеренно-океанический. Лето жаркое и немного дождливое, температура часто превышает 35 °С. Зимой часто бывает отрицательная температура и ночные заморозки. Годовое количество осадков — 700—900 мм.

## Население
Население коммуны на 2010 год составляло 77 человек.
| 1962 | 1968 | 1975 | 1982 | 1990 | 1999 | 2010 |
| ---- | ---- | ---- | ---- | ---- | ---- | ---- |
| 108  | 83   | 89   | 77   | 75   | 64   | 77   |

## Администрация
| Период | Период | Фамилия        | Партия | Примечания |
| ------ | ------ | -------------- | ------ | ---------- |
| 2001   | 2014   | Норбер Дюпюи   |        |            |
| 2014   | 2020   | Жак Бортолюсси |        |            |

## Экономика
В 2010 году среди 49 человек трудоспособного возраста (15-64 лет) 40 были экономически активными, 9 — неактивными (показатель активности — 81,6 %, в 1999 году было 81,1 %). Из 40 активных жителей работали 38 человек (20 мужчин и 18 женщин), безработных было 2 (1 мужчина и 1 женщина). Среди 9 неактивных 3 человека были учениками или студентами, 4 — пенсионерами, 2 были неактивными по другим причинам.